# Küche in Brüssel und der Wallonie

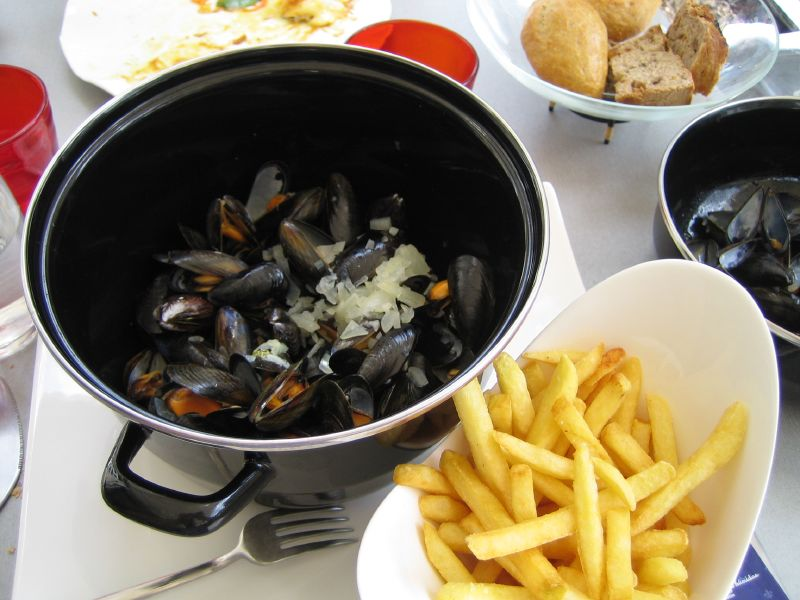
Moules-frites (Miesmuscheln mit Pommes frites), das „Nationalgericht“ der frankophonen Regionen Belgiens

Die Küche in Brüssel und der Wallonie ist die Küche der hauptsächlich frankophon geprägten Regionen Brüssel-Hauptstadt und Wallonien innerhalb des Bundesstaates Belgien.

## Allgemeines
In der Kochtradition der frankophonen Regionen Belgiens sind deutliche französische Einflüsse vorhanden. Trotz der Entfernung zur Küste ist Brüssel auch für Gerichte bekannt, die auf Fisch und Meeresfrüchten basieren. In den Ardennen trifft man häufig auf Wildgerichte. Während die Küche der Privathaushalte eher deftig-rustikal ist, ist die gehobene Küche der Restaurants insbesondere in Brüssel und der Wallonie stark von der französischen Küche beeinflusst, mit der sie häufig auch qualitativ gleichgesetzt wird, während die übliche Serviermenge häufig mit der in Deutschland üblichen verglichen wird. Viele Supermärkte haben eine große Auswahl an Feinkostartikeln. Insbesondere Brüssel, das Sitz vieler europäischer Institutionen ist, beherbergt viele hochklassige und von diversen Gastronomieführern ausgezeichnete Gourmetrestaurants. Weitere Standorte hochklassiger Restaurants sind die Städte Namur und Lüttich (Liège). Als ein Nationalgericht der frankophonen Regionen Belgiens gelten Moules-frites. Hierbei handelt es sich um Miesmuscheln mit Pommes frites. Die Brüsseler Küche ist zusätzlich geprägt von den Kochkulturen der großen Einwanderergruppen, beispielsweise aus Afrika oder Vorderasien.

## Speisen

### Typische Gerichte

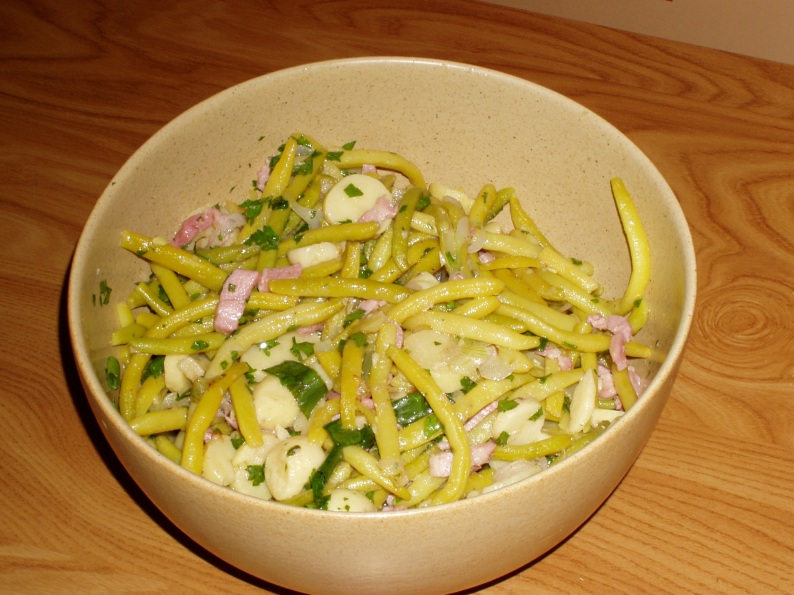
Salade Liégeoise

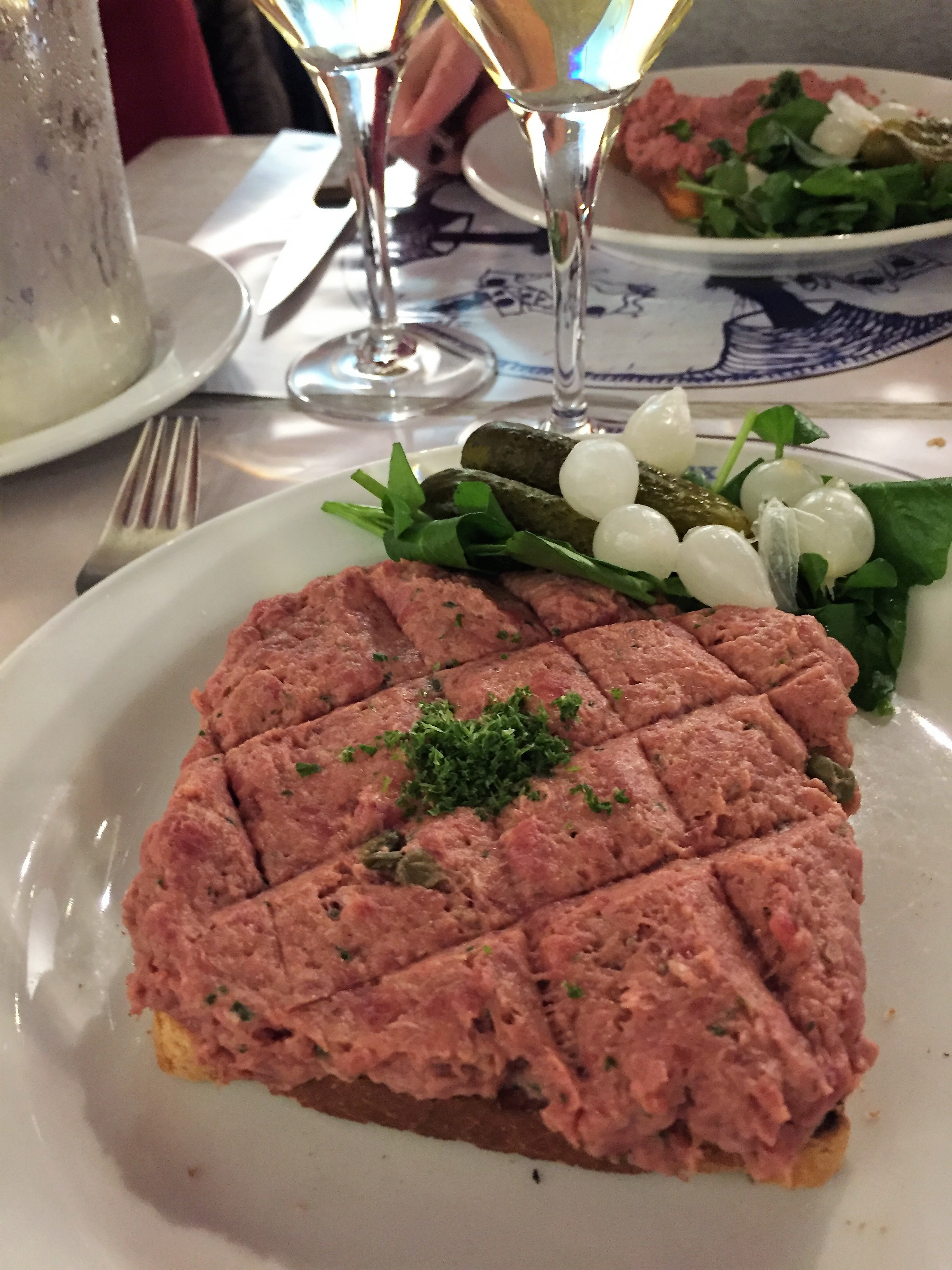
Filet américain

- Lapin à la Gueuze: In Bier geschmortes Kaninchen. Gueuze ist ein natürlich fermentiertes belgisches Bier aus der Brüsseler Region.
- Lapin aux Pruneaux: Kaninchen mit getrockneten Pflaumen aus der Gegend um Lüttich.
- Vol au Vent: Hühnerfrikassee mit Blätterteig.
- Rognons de veaux à la liégeoise: Kalbsnieren auf Lütticher Art, mit Wacholderbeeren und Wacholderschnaps (Genièvre oder Péquet genannt).
- Boulets à la liégeoise: Fleischklopse auf Lütticher Art, mit einer süß-sauren Soße auf Basis von Lütticher Sirup, Zwiebeln und Essig.[1]
- Faisan à la brabançonne: Fasan auf Brabanter Art mit Chicorée.
- Salade liégeoise: nach der Stadt Lüttich benannter Salat aus Kartoffeln, feinen Prinzessbohnen, Knoblauch und optional Ardenner Schinken.
- Gratin au Chicons: manchmal auch mit Schinken umwickelter überbackener Chicorée.
- Moules-frites: Miesmuscheln in Gemüse und im eigenen Sud gegart, als Beilage Pommes frites.
- Moules parquées: Rohe Muscheln, die wie Austern mit Zitrone oder mit Schalottensauce serviert werden.
- Moules à l’escargot: Miesmuscheln mit Knoblauch-Kräuterbutter überbacken, meist im Dutzend in den Muschelschalen serviert
- Filet américain: Rindertatar mit Kapern, Schalotten, Worcestersauce, Mayonnaise, Salz und Pfeffer abgeschmeckt; oft als Beilage Pommes frites.
- Tomates crevettes frites: Mit Nordseegarnelen und Mayonnaise gefüllte, ausgehöhlte Tomaten, als Beilage Pommes frites.
- Dame blanche: Vanilleeis mit heißer Schokoladensauce und Schlagsahne.
- Reisfladen: Ein dünner Hefeteigboden mit Milchreis gefüllt.
- Craquelin: Ein Hefeteig, mit eingewirktem Hagelzucker.
- Cramique: Ein in Kastenform gebackener Hefeteig, mit eingewirktem Hagelzucker und Rosinen.
- Gaufres de Bruxelles: Die Belgische Waffel nach Brüsseler Art aus Rührteig.
- Gaufres de Liège: Die Belgische Waffel nach Lütticher Art aus Hefeteig.

### Pommes frites
Pommes frites sind sehr beliebt und werden häufig in einer sogenannten Friterie oder einer Fritkot, wie ein entsprechender Imbiss auf Bruxellois, dem Brüsseler Dialekt bzw. Patois, genannt wird, serviert. Es handelt sich hierbei um eine provisorische Konstruktion, die an belebten Plätzen in den Städten Belgiens strategisch günstig aufgestellt ist, aber auch eine spezielle Art von Restaurant, in dem es überwiegend  frittiert zubereitete Gerichte gibt. Pommes frites werden zu Hause eher selten zubereitet. Es hat Tradition, Pommes frites, die man zu Hause isst, direkt in der Fritkot „um die Ecke“ zu holen.

### Käse
Wie in Frankreich wird in Brüssel und der Wallonie nach dem Essen gerne Käse serviert. Dabei handelt es sich beispielsweise um Dessertkäse, Herve, Abbaye de Floreffe, Maredsous, Abbaye d’Orval, Ziegenkäse oder Buttermilchkäse.

## Bier

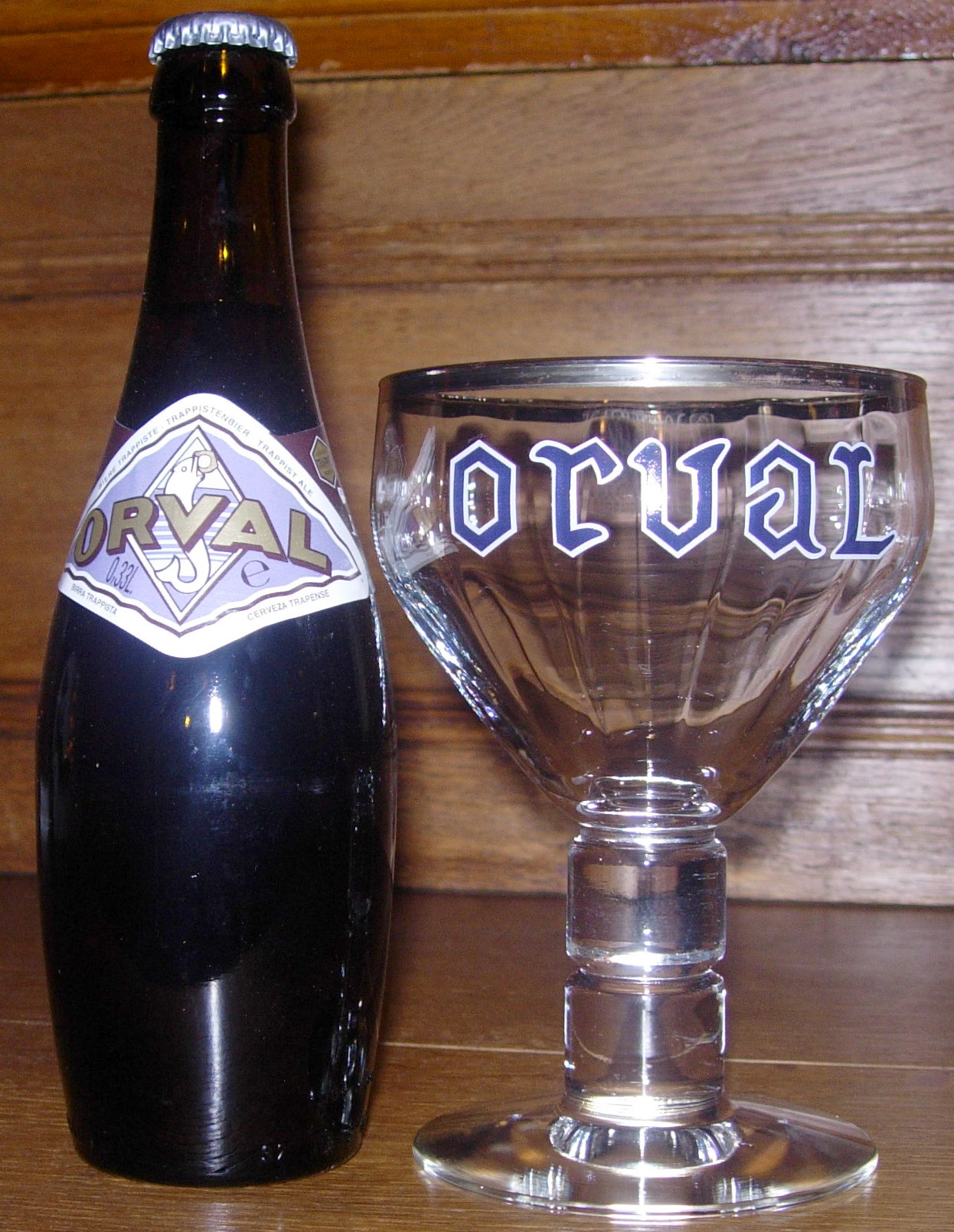
Bière d’Orval mit zugehörigem Glas

Eine weitere Spezialität ist das Bier in Brüssel und der Wallonie. Obwohl Belgien ein verhältnismäßig kleines Land ist, gibt es über 500 Biersorten, die in einer großen Bandbreite an Stilen erhältlich sind. Speisen mit typischen belgischen Abteibieren sind sehr beliebt. Unter den Abteibieren spielen die sechs durch oder unter Aufsicht von Trappistenmönchen erzeugten Trappistenbiere eine besondere Rolle. In der Wallonie und in Brüssel sind dies beispielsweise Chimay, Orval und Rochefort. Es existieren eine Vielzahl von Spezialbieren wie Kriek (Kirschbier), Gueuze, Framboise (Himbeerbier), Faro oder Lambic.

## Süßwaren

### Schokolade
Belgische Schokolade ist in der ganzen Welt bekannt. Ihren Ruf verdankt sie einer Tradition, die einer strengen Gesetzgebung hinsichtlich der Herstellung entspringt. So bleiben – selbst seit einer europäischen Richtlinie, die die Verwendung von fünf Prozent pflanzlicher Fette außer der Kakaobutter zulässt – die meisten handwerklichen Schokoladefabrikanten dem Vorsatz „100 Prozent Kakaobutter“ treu. Zur Verteidigung dieser Qualität wurde ein „ambao“ genanntes Gütezeichen geschaffen.
Zu den bekanntesten belgischen Spezialitäten gehören die Pralinen. Erfunden wurden sie 1912 angeblich von Jean Neuhaus (siehe auch Neuhaus (Unternehmen)). Heute gibt es Hunderte verschiedener Sorten. Sie werden sogar in Familien geordnet: Da gibt es die Manons, diejenigen mit frischer Sahne, die Pralinen mit Krokant, Marzipan, Likör sowie die sogenannten Trüffel. Um ihnen ihre delikate Frische zu erhalten, wurde unter dem Namen Ballotin eine Spezialverpackung patentiert.

### Cuberdon
Das Cuberdon ist eine geleeartige Süßigkeit, die wegen der gewissen Ähnlichkeit mit einer Nase in Flandern oft auch als Neuzeke (Näschen) bezeichnet wird.